# San Isidro de El General
San Isidro de El General (nota anche nelle forme San Isidro del General o semplicemente San Isidro), è un distretto della Costa Rica, capoluogo del cantone di Pérez Zeledón, nella provincia di San José.
Il nome è composto da due parti: San Isidro è in onore di Sant'Isidoro l'Agricoltore (in spagnolo San Isidro Labrador) e de El General riferito al fiume General.

## Geografia fisica
San Isidro dista 136 chilometri (corrispondenti a 3 ore di guida) dalla capitale del paese, con la quale è messa in collegamento dalla Panamericana, indicata come Carretera 2 dalla denominazione costaricana, e circa 30 km dalla città di Dominical, nella provincia di Puntarenas. Costituisce il centro principale della valle del Río General nonché punto di riferimento per la vasta regione circostante, ed è - grazie alla sua posizione strategica - un nodo agricolo e commerciale di rilievo. Sorge sulle pendici delle montagne della Cordigliera di Talamanca, poco distante dal Cerro de la Muerte, uno dei valichi più suggestivi ed elevati del Centroamerica, con un'altitudine di 3300 metri. Il nome poco incoraggiante deriva dalle avverse condizioni atmosferiche che caratterizzano l'area, che consistono in piogge torrenziali e nebbie particolarmente dense. Dalle cime più alte, tuttavia, si può godere di una vista unica sulle campagne di San Isidro e sulle valli che da lì si diramano.
San Isidro comprende 28 rioni (barrios):
- Alto Alonso
- Barrantes
- Boston
- Ciudadela Blanco
- Cooperativa
- Cristo Rey
- Cruz Roja
- XII de marzo
- Dorotea
- Estadio
- Hospital
- Hoyón
- I Griega
- Lomas de Cocorí

- Morazán
- Pavones
- Pedregoso
- Prado
- Sagrada Familia
- San Andrés
- San Luis
- San Rafael
- San Vicente
- Santa Cecilia
- Sinaí
- Tormenta
- UNESCO
- Valverde

## Economia

### Turismo
La città è un importante punto d'appoggio per i turisti diretti a Quepos, Dominical, al Parco nazionale del Cerro Chirripó (che con i suoi 3820 metri è la vetta più alta della Costa Rica), al Parco nazionale di Manuel António o a Panama. Anche la stessa San Isidro offre alcune attrazioni non trascurabili, soprattutto nel mese di febbraio, in cui si tiene la fiera del bestiame. Sempre nello stesso periodo, a Rey Curre, un villaggio sito una manciata di chilometri a sud, ha luogo la folkloristica Fiesta de los Diablos, in occasione della quale si possono acquistare manufatti tradizionali degli indios Boruca.
San Isidro de El General è posta al centro di una regione agricola ed è un importante snodo per i trasporti e un centro commerciale di discreta importanza per il caffè, il bestiame e la frutta, coltivata sui pendii delle montagne circostanti. Le imprese principali, che assorbono una parte consistente della forza lavoro cittadina, sono la VolCafé, la CoopeAgri e la Frutex. I problemi più pesanti che la zona si trova ad affrontare sono la manutenzione della rete viaria, spesso compromessa, e l'immigrazione di cittadini panamensi.

## Storia
Prima del 1910 il villaggio corrispondente alla città attuale era conosciuto con il nome di Quebrada de Los Chanchos. Lo sviluppo del centro abitato e il conseguente incremento demografico presero le mosse attorno agli anni quaranta del Novecento: nel 1943 furono installati elettricità e acqua corrente, nel 1948 San Isidro fu raggiunta dalla rete telefonica. Il nome ufficiale odierno risale al 1954.